# Logiciel de gestion bibliographique

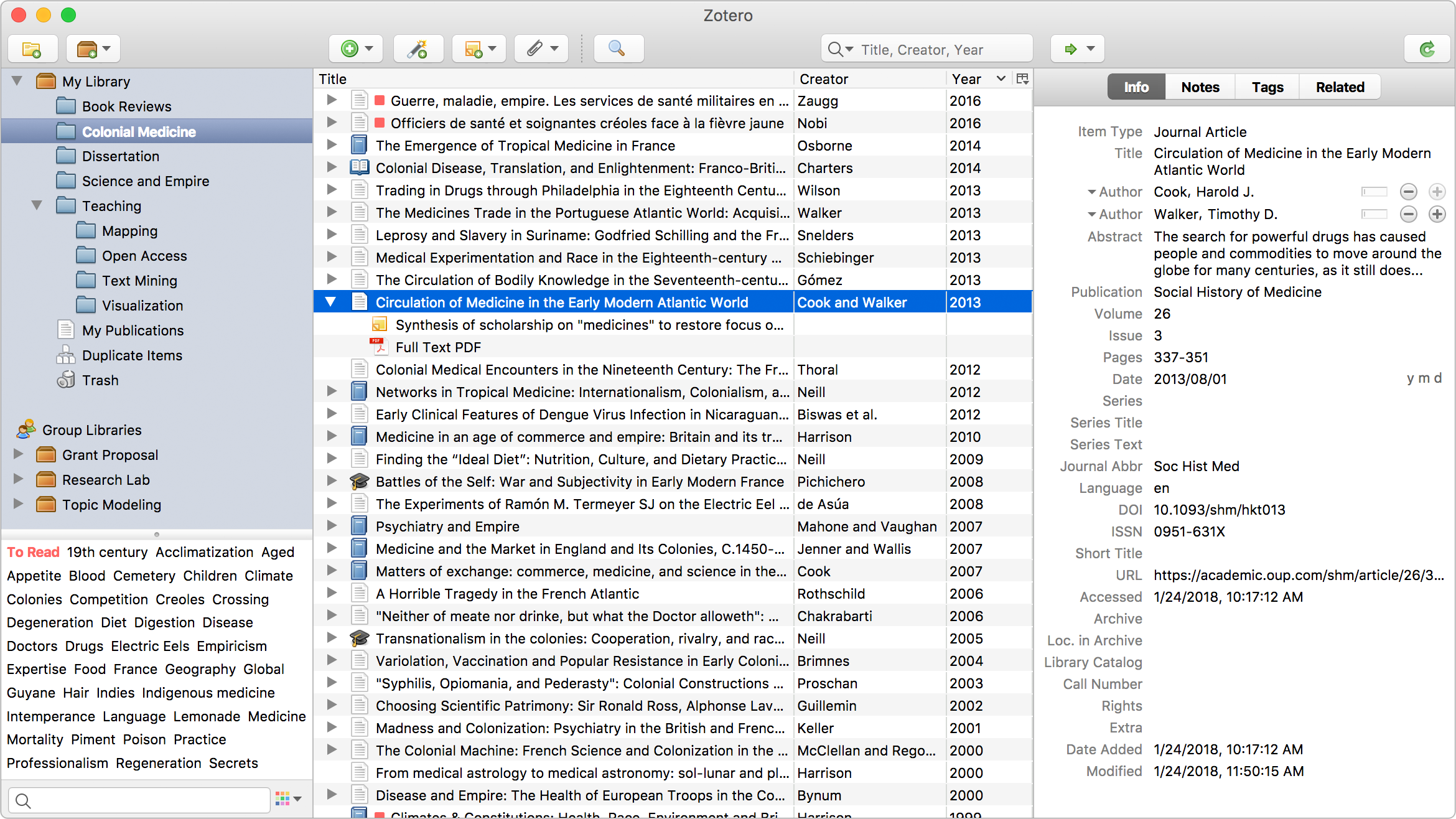
Capture d'écran de Zotero 5 sur MacOS. On y voit la liste des dossiers dans lesquels sont classées les références bibliographiques (à gauche), la liste des références du dossier sélectionné (au centre) et les informations de la référence sélectionnée (à droite).

Un logiciel de gestion bibliographique est un logiciel destiné à établir, trier et utiliser des listes de références bibliographiques d'articles, d'ouvrages ou même de sites web concernant des publications scientifiques. Il est principalement utilisé par les étudiants et les chercheurs.
Ces logiciels se composent normalement d'un système de base de données que l'on peut alimenter de différentes façons, par exemple par l'interrogation des serveurs de revues scientifiques, et avec laquelle on peut effectuer des sélections par auteurs, dates, mots-clés et créer ainsi une liste de références qui sera incluse à la fin de l'article que prépare l'utilisateur.
Ils se distinguent souvent par leur capacité d'importation et d'exportation des différents formats informatiques reconnus comme BibTeX.
Ces logiciels mettent en œuvre les formats de présentation de références exigés par les éditeurs comme le style ISBD ou le style APA (qui couvre aussi le format de l'article lui-même) mais permettent également d'intégrer ces listes aux outils classiques de traitement de texte. Cela évite la transcription des références utiles, souvent source d'erreurs.
L'objectif principal de ces logiciels est de répondre à un besoin individuel, c’est-à-dire la gestion des références nécessaires à un chercheur. Néanmoins il existe aussi des outils de gestion de listes de références pour toute une équipe ou un institut capables d'assurer un partage plus général des sources de connaissances. C'est une des fonctions des systèmes de gestion électronique des documents.
Les bibliothèques numériques scientifiques et les catalogues de bibliothèque en ligne proposent souvent des interfaces directes vers ces logiciels : la liste bibliographique des ouvrages consultés par l'utilisateur se trouve automatiquement prête à être importée dans le logiciel y compris, pour certains serveurs, comme Medline et l'Institute for Scientific Information, avec les résumés.

## Quelques logiciels de gestion bibliographique
| Application       | Gratuit | Logiciel libre | Environnement                                                    |
| ----------------- | ------- | -------------- | ---------------------------------------------------------------- |
| Aigaion           | Oui     | Oui            |                                                                  |
| BibDesk (en)      | Oui     | Oui            | Mac OS X                                                         |
| Biblioscape       | Non     | Non            | Microsoft Windows                                                |
| BIBLIO-TEK        | Non     | Non            | Microsoft Windows                                                |
| BibSonomy         | Oui     | Non            |                                                                  |
| BibTeX            | Oui     | Oui            | Linux, Mac OS X et Microsoft Windows                             |
| BibTexMng         | Non     | Non            | Microsoft Windows                                                |
| Bibus             | Oui     | Oui            | Linux, Mac OS X et Microsoft Windows                             |
| Bookends          | Non     | Non            | Mac OS X                                                         |
| Citavi            | Oui     | Non            | Microsoft Windows                                                |
| CiteULike         | Oui     | Non            |                                                                  |
| colwiz            | Oui     | Non            | Linux, Mac OS X, Microsoft Windows, Android et iOS               |
| EndNote           | Non     | Non            | Mac OS X, Microsoft Windows et iOS                               |
| JabRef            | Oui     | Oui            | Linux, Mac OS X et Microsoft Windows                             |
| Kaspaliste        | Oui     | Oui            | Linux                                                            |
| KBibTeX           | Oui     | Oui            | Linux                                                            |
| Mendeley          | Oui     | Non            | Linux, Mac OS X, Microsoft Windows et iOS                        |
| Notes de lecture  | Oui     | Non            | Mac OS X et Microsoft Windows                                    |
| Papers            | Non     | Non            | Mac OS X, Microsoft Windows, iOS et Android (application tierce) |
| Pybliographer     | Oui     | Oui            | Linux                                                            |
| Qiqqa             | Oui     | Non            | Microsoft Windows et Android                                     |
| refbase           | Oui     | Oui            |                                                                  |
| RefDB             | Oui     | Oui            |                                                                  |
| Reference Manager | Non     | Non            | Microsoft Windows                                                |
| Referencer        | Oui     | Oui            | Linux                                                            |
| RefWorks          | Non     | Non            |                                                                  |
| Sente (logiciel)  | Non     | Non            | Mac OS X et iOS                                                  |
| Tellico           | Oui     | Oui            | Linux                                                            |
| Wikindx           | Oui     | Oui            |                                                                  |
| WizFolio          | Oui     | Non            |                                                                  |
| Zotero            | Oui     | Oui            | Linux, Mac OS X et Microsoft Windows                             |

## Quelques formats de présentation de références bibliographiques
Il existe plusieurs centaines de styles pour la mise en forme de références bibliographiques. Ces styles permettent d'homogénéiser l'apparence des références afin de reconnaitre rapidement les types de publication (articles, site Web, livre...) et repérer plus facilement les auteurs et les titres. Ils sont associés à des domaines ou des disciplines bien précis. On les retrouve en anthropologie, astronomie, biologie, botanique, chimie, communication, géographie, géologie, histoire, droit, linguistique, etc. Les logiciels de gestion bibliographique permettent d’exporter ces styles sous plusieurs formats.  Voici quelques formats d’export souvent rencontrés : CSL JSON, CSV, MODS, note HTML, bookmarks, COinS, Endnote XML, Zotero RDF, Refworks Tagget, RIS, TEI, Bibtex, BiblaTex etc…
Dans les universités, plusieurs styles bibliographiques sont utilisés dépendamment des domaines d’études et des facultés pour citer les sources. Les styles les plus utilisés sont : APA ; Chicago, IEEE, MLA, Vancouver etc. La plupart de ces styles ont leur manuel rédigé en anglais, mais des adaptations existent en français.

Style APA : Le style APA est créé par l’American Psychological Association. Il permet de citer les  publications et écrits scientifiques en psychologie et aussi dans d’autres domaines comme les sciences sociales et du comportement. Les règles du style sont disponibles dans le Publication manual of the American Psychological Association : the official guide to APA style.
Exemple de bibliographie selon le style APA :
American Psychological Association. (2020). Publication manual of the American Psychological Association : The official guide to APA style (Seventh edition). American Psychological Assocation.

Style Chicago : Ce style est l’œuvre de la maison d’édition universitaire américaine University of Chicago Press. Il existe un manuel, Chicago Manual of Style  qui présente ses normes (University of Chicago. Press., 2017). Certaines Universités utilisent ce style dans les départements d’anthropologie, d’études cinématographiques et études du jeu vidéo, d’études religieuses, d’histoire, d’histoire de l'art, de philosophie, de science politique et de sociologie.
Exemple de bibliographie selon le style chicago :
University of Chicago. Press. 2017. The Chicago manual of style. Seventeenth edition. Chicago ; The University of Chicago Press.

Style IEEE : le style IEEE est souvent utilisé dans les domaines du génie informatique et électrique. Les normes de présentation du style IEEE sont disponibles dans le IEEE Editorial Style Manual. Cette ressource est en ligne
Exemple de bibliographie selon le style IEEE :
J. K. Author, “Title of chapter in the book,” in Title of His Published Book, nr. of ed. City of Publisher, (only U.S. State), Country: Abbrev. of Publisher, year, numbers of ch. ?, sec. ?, pp. ?–?

Style MLA : Le MLA Handbook est le principal manuel qui présente les règles relatives à ce style. Il a été édité par the Modern Language Association of America. Ce style est notamment utilisé dans le domaine des arts et langues (Modern Language Association of America., 2021).  Une adaptation française du style de citation MLA est disponible.  
Exemple de bibliographie selon le style MLA :
Modern Language Association of America. MLA handbook. Ninth edition, The Modern Language Association of America, 2021.

Style Vancouver : Le style vancouver est élaboré par le Comité international des rédacteurs de revues médicales (CIRRM). Utilisé en médecine, il s’inspire du format de présentation de la National Library of Medicine dans les banques MEDLINE/Pubmed. Citing Medicine (Patrias & Patrias, 2007), principal manuel du style vancouver, est consultable gratuitement en ligne. Plusieurs adaptations en français sont aussi disponibles.
Exemple de bibliographie selon vancouver :
Patrias K, Patrias K. Citing Medicine. 2nd éd. National Library of Medicine (US); 2007.

Guide Lluelles : ce guide est utilisé pour les références et citations en droit dans certaines universités. D’autres universités comme McGuill ont élaboré leur propre guide pour citer les sources en droit. Il s’agit du Canadian guide to uniform legal citation